# Mycetina rufipennis
Mycetina rufipennis is een keversoort uit de familie zwamkevers (Endomychidae). De wetenschappelijke naam van de soort werd in 1860 gepubliceerd door Victor Ivanovitsch Motschulsky.